# Nekrolog 2002
Nekrolog
◄◄
| ◄
| 1998
| 1999
| 2000
| 2001
| 2002 | 2003 | 2004 | 2005 | 2006 | ► | ►►
Januar |
Februar |
März |
April |
Mai |
Juni |
Juli |
August |
September |
Oktober |
November |
Dezember 
Weitere Ereignisse | Allgemeiner Nekrolog 2002
Die Beschreibung der verstorbenen Person sollte so kurz wie möglich gehalten sein und nur deren signifikante Tätigkeit(en) enthalten.
Neue Namen ggf. auch unter dem Geburts- und Sterbedatum, also etwa unter 1. Januar und im Geburts- und Sterbejahr (2024) eintragen (nur bei entsprechender großer Wichtigkeit). Für Beispiele siehe die schon vorhandenen Artikel.
Außerdem über die fünf zuletzt Verstorbenen, zu denen es einen ausreichend guten Artikel für eine Präsentation auf der Hauptseite gibt, nach der todesbedingten Überarbeitung der Artikel ggf. auch unter Wikipedia Diskussion:Hauptseite informieren und sie am besten auch in den anderen Wikipedia-Sprachversionen eintragen. Tipp: Regelmäßig bei news.google.de nach „ist tot“, „gestorben“ oder „verstorben“ suchen.
Wenn eine Person gestorben ist, gibt es viele Seiten zu dieser Person in der Wikipedia, die davon auch betroffen sind und entsprechend aktualisiert werden müssen. Beispiele: Namenübersichtsseite, Geburtsjahr, Geburtsort-Seiten und viele mehr.
Wie finde ich die betroffenen Seiten?
Im Suchfeld auf der linken Seite gibt man den Suchbegriff so ein: „Vorname Nachname“. Dann klickt man auf Volltext und alle Seiten mit entsprechendem Suchtext werden aufgerufen. Hier sieht man dann schnell, wo auch das Todesjahr Sinn macht oder sogar ein Teil des Artikels angepasst werden muss. Auch hilft das „Werkzeug“ auf der linken Seite sehr gut, um solche Seiten aufzufinden: „Links auf diese Seite“. Somit ist die Wikipedia wieder aktuell in allen Bereichen! Hinweis: bei Eintragung der Kategorie „Gestorben JAHR“ wird der Missbrauchsfilter 49 ausgelöst, was jedoch nicht schlimm ist. Siehe: Spezial:Missbrauchsfilter/49
Dies ist eine Liste von im Jahr 2002 verstorbenen bekannten Persönlichkeiten. Die Einträge erfolgen innerhalb der einzelnen Daten alphabetisch sortiert. Tiere sind im Nekrolog für Tiere zu finden.
Die Liste ist nach Monaten aufgeteilt:
- Nekrolog Januar 2002
- Nekrolog Februar 2002
- Nekrolog März 2002
- Nekrolog April 2002
- Nekrolog Mai 2002
- Nekrolog Juni 2002
- Nekrolog Juli 2002
- Nekrolog August 2002
- Nekrolog September 2002
- Nekrolog Oktober 2002
- Nekrolog November 2002
- Nekrolog Dezember 2002

## Datum unbekannt
| Wilhelm Paul Ackermann                | deutscher Heilpraktiker und schwedischer Arzt                                          |  |
| Judith Ayaa                           | ugandische Sprinterin                                                                  |  |
| Margret Bechler                       | deutsche Offiziersfrau und Lehrerin                                                    |  |
| Jacoba Bedaux                         | niederländische Klangkünstlerin                                                        |  |
| Salim Ben Ali                         | komorischer Politiker, Premierminister der Komoren                                     |  |
| Fritz Berger                          | österreichischer Maler                                                                 |  |
| Rudolph Bernhard                      | deutscher Journalist                                                                   |  |
| Rostislaw Grigorjewitsch Boiko        | russischer Komponist                                                                   |  |
| Mohammad Ali Kazemeyni Borudscherdi   | iranischer Ajatollah                                                                   |  |
| Herta Breit                           | österreichische Grafikerin                                                             |  |
| Johannes Breitmeier                   | deutscher Tiermaler, Landschaftsmaler und Buchillustrator                              |  |
| Ronald Burke                          | US-amerikanischer römisch-katholischer Theologe                                        |  |
| Flavio Buscasso                       | uruguayischer Politiker                                                                |  |
| Douglas Cartland                      | amerikanischer Tischtennisspieler                                                      |  |
| Hannah Mirjam Cavin                   | österreichisch-rumänische Bildhauerin, Textildesignerin und Lyrikerin                  |  |
| Chhimed Rigdzin                       | tibetischer Lama und Linienhalter der Nyingma-Schule des tibetischen Buddhismus        |  |
| Wassili Wladimirowitsch Chmelewski    | sowjetischer Hammerwerfer                                                              |  |
| André Clot                            | französischer Journalist, Historiker und Publizist                                     |  |
| Pires Constantino                     | brasilianischer Fußballspieler                                                         |  |
| Bison Dele                            | US-amerikanischer Basketballspieler                                                    |  |
| Paul Distelhut                        | deutscher Kommunalpolitiker (SPD)                                                      |  |
| William F. Donoghue                   | US-amerikanischer Mathematiker                                                         |  |
| Mangalyn Dügersüren                   | mongolischer Politiker                                                                 |  |
| Günter Dührkop                        | deutscher Maler und Grafiker                                                           |  |
| Edgars Dunsdorfs                      | lettischer Historiker                                                                  |  |
| Louis Dupeux                          | französischer Historiker und Germanist                                                 |  |
| Dietmar Eckert                        | deutscher Offizier                                                                     |  |
| Kurt Felgner                          | deutscher Musikpädagoge und Chorleiter                                                 |  |
| Walter von Forster                    | deutscher Komponist                                                                    |  |
| George Friedmann                      | ungarisch-argentinischer Kameramann und Fotograf                                       |  |
| Lore Friedrich-Gronau                 | deutsche Bildhauerin und Illustratorin                                                 |  |
| Karl-Heinz Gerdsmeier                 | deutscher Ringer                                                                       |  |
| Vilmoș Gheorghe                       | rumänischer Biathlet                                                                   |  |
| Georges Glaeser                       | französischer Mathematiker                                                             |  |
| Laelia Goehr                          | russisch-jüdische Pianistin und Fotografin                                             |  |
| Arthur Gold                           | britischer Sportfunktionär                                                             |  |
| Edgardo González Niño                 | venezolanischer Ethnologe                                                              |  |
| Ergin Gürses                          | türkischer Fußballspieler                                                              |  |
| John Ebenezer Samuel de Graft-Hayford | ghanaischer Militär, Boxer und Chief of Air Staff der ghanaischen Luftwaffe            |  |
| Juri Gussow                           | sowjetischer Ringer                                                                    |  |
| Fred Haggerty                         | ungarischer Schauspieler und Stuntman                                                  |  |
| Paula Hahn-Weinheimer                 | deutsche Geochemikerin                                                                 |  |
| Friedrich Ferdinand Haindl            | deutscher Architekt                                                                    |  |
| Ricardo Héber                         | argentinischer Leichtathlet                                                            |  |
| Ulla H'loch-Wiedey                    | deutsche Bildhauerin                                                                   |  |
| George Agbazika Innih                 | nigerianischer Politiker und General                                                   |  |
| Manfred Jansen                        | deutscher Fußballspieler                                                               |  |
| Stefanie Job                          | jugoslawische Schönheitskönigin, Stummfilm-Schauspielerin und schweizerische Autorin   |  |
| Bertold K. Jochim                     | deutscher Schriftsteller                                                               |  |
| Günther Kaphammel                     | deutscher Künstler                                                                     |  |
| Pavlos Karakostas                     | griechischer Schriftsteller                                                            |  |
| Otto Kästner (Boxer)                  | deutscher Amateurboxer                                                                 |  |
| Andrew John Kauffman                  | US-amerikanischer Bergsteiger                                                          |  |
| Max Kehl                              | Schweizer Koch                                                                         |  |
| Ulrich Kleiner                        | deutscher Jurist und Verwaltungsbeamter                                                |  |
| Käthe Knobloch                        | deutsche Politikerin                                                                   |  |
| Elisabeth Kraushaar-Baldauf           | italienische Medizinerin und Schriftstellerin (Südtirol)                               |  |
| Jan Kucharski                         | polnischer Organist und Musikpädagoge                                                  |  |
| Kishori Saran Lal                     | indischer Historiker                                                                   |  |
| Sebastian Leicht                      | donauschwäbischer Künstler                                                             |  |
| Ludwig Lenel                          | US-amerikanischer Organist und Komponist                                               |  |
| Klaus Lenzke                          | deutscher Fußballspieler                                                               |  |
| Käthe Maas                            | deutsche Opernsängerin (Sopran)                                                        |  |
| George Macovescu                      | rumänischer Politiker (PCR), Diplomat und Schriftsteller                               |  |
| Tom Mega                              | deutscher Rocksänger und Songwriter                                                    |  |
| Lotfia el-Nadi                        | ägyptische Flugpionierin                                                               |  |
| Werner Oberländer                     | deutscher Fußballspieler                                                               |  |
| Manfred Oelsner                       | deutscher Lokalhistoriker                                                              |  |
| Irmtraud Ohme                         | deutsche Bildhauerin und Künstlerin                                                    |  |
| Helmut Ohr                            | deutscher Wirtschaftsjurist                                                            |  |
| Dugarsürengiin Ojuunbold              | mongolischer Ringer                                                                    |  |
| Andrei Păcuraru                       | rumänischer Politiker (PCR) und Botschafter                                            |  |
| Nikoferis Themistokeles Paradellis    | griechischer Physiker                                                                  |  |
| Mohammad Paziraei                     | iranischer Ringer                                                                      |  |
| Claude Poinssot                       | französischer Archäologe                                                               |  |
| Alberto Pozzetti                      | italienischer Dokumentarfilmer und Drehbuchautor                                       |  |
| Ivo Prćić junior                      | kroatischer Schriftsteller, Dichter, Reiseberichter, Literaturkritiker und Bibliograph |  |
| Kathi Prechtl                         | deutsche Volksschauspielerin, Stückeschreiberin und Monologistin                       |  |
| To’lqin Qurbonov                      | usbekisch-sowjetischer Komponist                                                       |  |
| Grigore Răduică                       | rumänischer Politiker (PCR) und Generalleutnant                                        |  |
| Pranas Vytautas Rasimavičius          | litauischer Familienrechtler, Verfassungsrichter, Professor an der Universität Vilnius |  |
| Ursula Richter                        | deutsche Agentin, Spionin der DDR                                                      |  |
| Hermann Ritzinger                     | Politiker (ÖVP)                                                                        |  |
| Franz Röhr                            | deutscher Politiker (CDU), MdL                                                         |  |
| Pieter van Royen                      | niederländischer Botaniker                                                             |  |
| Yusupha Samba                         | gambischer Politiker                                                                   |  |
| Astrid Sampe                          | schwedische Künstlerin                                                                 |  |
| Norbert Schlagheck                    | deutscher Designer in der Nachkriegszeit                                               |  |
| Max Schmidt                           | deutscher SS-Oberscharführer im KZ Auschwitz                                           |  |
| Erich Silla                           | österreichischer Politiker (FPÖ), Landtagsabgeordneter                                 |  |
| Morten Simonsen                       | dänischer Immunologe                                                                   |  |
| Nabi Sorouri                          | iranischer Ringer                                                                      |  |
| Christoph Staewen                     | deutscher Arzt und Schriftsteller                                                      |  |
| Hans Thurn                            | deutscher Übersetzer, Autor und Journalist                                             |  |
| Ruth Underberg                        | deutsche Künstlerin                                                                    |  |
| Martin Urban                          | deutscher Kunsthistoriker                                                              |  |
| Venturino Venturi                     | italienischer Künstler                                                                 |  |
| Helmut Vietze                         | deutscher Jazz- und Unterhaltungsmusiker (Klarinette, Saxophon, Flöte)                 |  |
| Xavier Viñolas i Pujol                | katalanischer Maler                                                                    |  |
| De-Bao Wang                           | chinesischer Biochemiker                                                               |  |
| Horst Weber                           | deutscher Schwimmer                                                                    |  |
| Konrad Wernicke                       | deutscher Rechtsanwalt und Syndikus                                                    |  |
| Peter J. Wexler                       | britischer Romanist und Lexikologe                                                     |  |
| John Robert Williams                  | britischer Botschafter                                                                 |  |
| Julius Wohlauf                        | deutscher Polizeioffizier der Ordnungspolizei und Täter des Holocaust                  |  |
| Max Wykes-Joyce                       | britischer Literaturkritiker                                                           |  |
| Kurt Ziehmer                          | deutscher Architekt, Designer und Landwirt                                             |  |
| Günther Zöller                        | deutscher Major in der Zeit des Nationalsozialismus                                    |  |